# Samsonivka, Bilokurakîne
Samsonivka (în ucraineană Самсонівка) este un sat în comuna Lîzîne din raionul Bilokurakîne, regiunea Luhansk, Ucraina.

## Demografie
Componența lingvistică a localității Samsonivka
     Ucraineană (80%)
     Rusă (20%)
Conform recensământului din 2001, majoritatea populației localității Samsonivka era vorbitoare de ucraineană (80%), existând în minoritate și vorbitori de rusă (20%).